# Michael Jary
Michael Jary   (Siemianowice Śląskie, 24 de setembre de 1906 - Múnic, 12 de juliol de 1988) va ser un compositor alemany.

## Primers anys
El pare de Jary va treballar al Königshütte (Chorzów avui) obres de ferro i la seva mare era una sastressa. Va planejar convertir-se en missioner i va anar a l'escola al monestir dels Missioners Steyl prop de Neisse (Nysa avui), on va descobrir el seu amor per la música. A l'edat de 18 anys es va traslladar al conservatori de Beuthen (Bytom avui). Va dirigir el cor de l'església i va començar a escriure les seves primeres obres de música de cambra que van ser transmeses a la ràdio Gliwice. El teatre de la ciutat de Neisse i Plauen li va donar una posició com a segon mestre de concerts.
El 1929 Jary va ser acceptat a la "Staatliche Akademische Musikhochschule" de Berlín, mentrestant va guanyar diners tocant com a pianista en cafès o pel·lícules. El 1931 va rebre el premi Beethoven de Berlín.

## Durant els anys nazis
Quan Jary va lliurar el seu concert de graduació el 8 de febrer de 1933, va ser assetjat per membres del "Kampfbund für deutsche Kultur". Paul Graener, el nou director dels esquemes "Stern Konservatorium" va denigrar el seu concert com "l'estafa musical bolxevic cultural d'un jueu polonès". Jarczyk va haver de passar a la clandestinitat durant algun temps i va utilitzar els pseudònims "Jackie Leeds" per als arranjaments i "Max Jantzen" per chansons. Reconeixent que el seu nom era un obstacle per a la seva carrera, el va canviar a Michael Jary.
La música simfònica va ser la seva força. Però després de compondre la seva primera partitura musical per a una pel·lícula, Die große und die kleine Welt, ràpidament es va convertir en un dels favorits de culte entre els músics professionals. Les possibilitats d'enregistrament de múltiples pistes van cridar l'atenció. Swing-arranjaments i Jazz van formar part del seu repertori malgrat els "diktats" governamentals. Entre altres projectes va compondre un cyclus d'interpretacions musicals zodíaques. Es va convertir en un expert en jazz i swing durant els anys trenta.
El 1938 va tenir el seu primer èxit de música popular, Roter Mohn. Com a director dels "Szymanowski-Gedächtniskonzertes" a Berlín va ser convidat per Ernest Ansermet a Ginebra. No obstant això, les autoritats nazis li van negar un visat de sortida. Obligat a quedar-se a Alemanya, va escriure, sovint amb el lletrista Bruno Balz, cançons per a pel·lícules que es van convertir en èxits, incloent: Ich weiß, es wird einmal ein Wunder geschehen i Davon geht die Welt nicht unter.

## Després de la Segona Guerra Mundial
Poc abans del final de la Segona Guerra Mundial Jary havia fundat el seu propi conjunt. Només 19 dies després de la capitulació, el seu grup es va convertir en la base de la nova "Ràdio Berlin Tanzorchester"" (RBT) a Berlín Est. Va contractar entre altres Ilse Werner i Bully Buhlan.
El 1948 va crear la seva pròpia productora, Michael Jary-Produktion, i va mantenir una oficina durant els anys cinquanta a Nova York. Li hauria agradat haver escrit partitures musicals per a pel·lícules de revue com ho havia fet el 1943 per a la pel·lícula Karneval der Liebe. El 1949 es va traslladar a Hamburg, i Jary va tenir molt d'èxit, ja que la partitura li va seguir la partitura cinematogràfica incloent "Leise rauscht es am Missouri", "Das machen nur die Beine von Dolores", "Mäki-Boogie", "Heut' liegt estava en der Luft" i altres. Aquestes cançons van ser interpretades per artistes com Zarah Leander, Rosita Serrano, Evelyn Künneke, Gerhard Wendland, Heinz Rühmann, i Hans Albers.
A finals dels anys cinquanta, "Mäki", com va ser cridat pels seus amics, va restringir la seva producció i va defugir pel·lícules barates. Per al Festival de la Cançó d'Eurovisió de 1960 va compondre "Wir wollen niemals auseinandergehn" per Heidi Brühl. No va ser seleccionat per representar Alemanya, però va anar a la part superior de les llistes alemanyes, i avui és un dels majors èxits de la història de l'alemany Schlager.
Després d'aquesta victòria personal Jary va tornar a les seves arrels. Va compondre el musical Nicole, que es va mostrar per primera vegada a Nuremberg el 1963 i que se celebraria més tard a Europa de l'Est. Es va establir en el seu domicili final a Suïssa sobre el llac de Lugano. Va patir tres atacs de cor el 1973.
Michael Jary va morir el 1988 a Múnic, el lloc de la seva tomba es troba al Friedhof Ohlsdorf d'Hamburg.